# La Línea de la Concepción (Gerichtsbezirk)
Der Gerichtsbezirk La Línea de la Concepción ist einer der 14 Gerichtsbezirke in der spanischen Provinz Cádiz.
Der Bezirk umfasst die Gemeinde La Línea de la Concepción auf einer Fläche von 19,27 km² mit dem Hauptquartier in La Línea de la Concepción.